# Republiška uprava za ceste
Die Republiška uprava za ceste, zu deutsch Nationale Straßenverwaltung war von 1990 bis 1994 die Straßenverwaltungsgesellschaft Sloweniens und wird heute durch die DARS d.d. ersetzt. Das Unternehmen sollte nicht mit der vorhergehenden Straßenverwaltungsgesellschaft Skupnost za ceste Slovenije (1983 bis 1989) verwechselt werden.  Das Unternehmen, sowie die hier genannte Vorgängerin hatten Ende der 1980er und Anfang der 1990er Jahre die Bauherrschaft über den Karawankentunnel inne. 